# Ilmenau (flod)
Ilmenau  er en flod i den tyske delstat Niedersachsen og en af Elbens bifloder fra venstre bred, med en længde på 107 km. Den har sit udspring nær Lüneburger Heide, syd for Uelzen. Den munder ud i Elben nær Winsen.
De største byer langs Ilmenau er Uelzen og Lüneburg. Byen Ilmenau i Thüringen ligger ikke ved floden.
52°56′52″N 10°33′13″Ø / 52.947639°N 10.553681°Ø